# Esvanos
Los esvanos (en esvano: შვანარ shvanar) son un grupo subétnico de los georgianos que habita principalmente en la región de Svanetia en Georgia. Hablan el idioma esvano.

## Historia

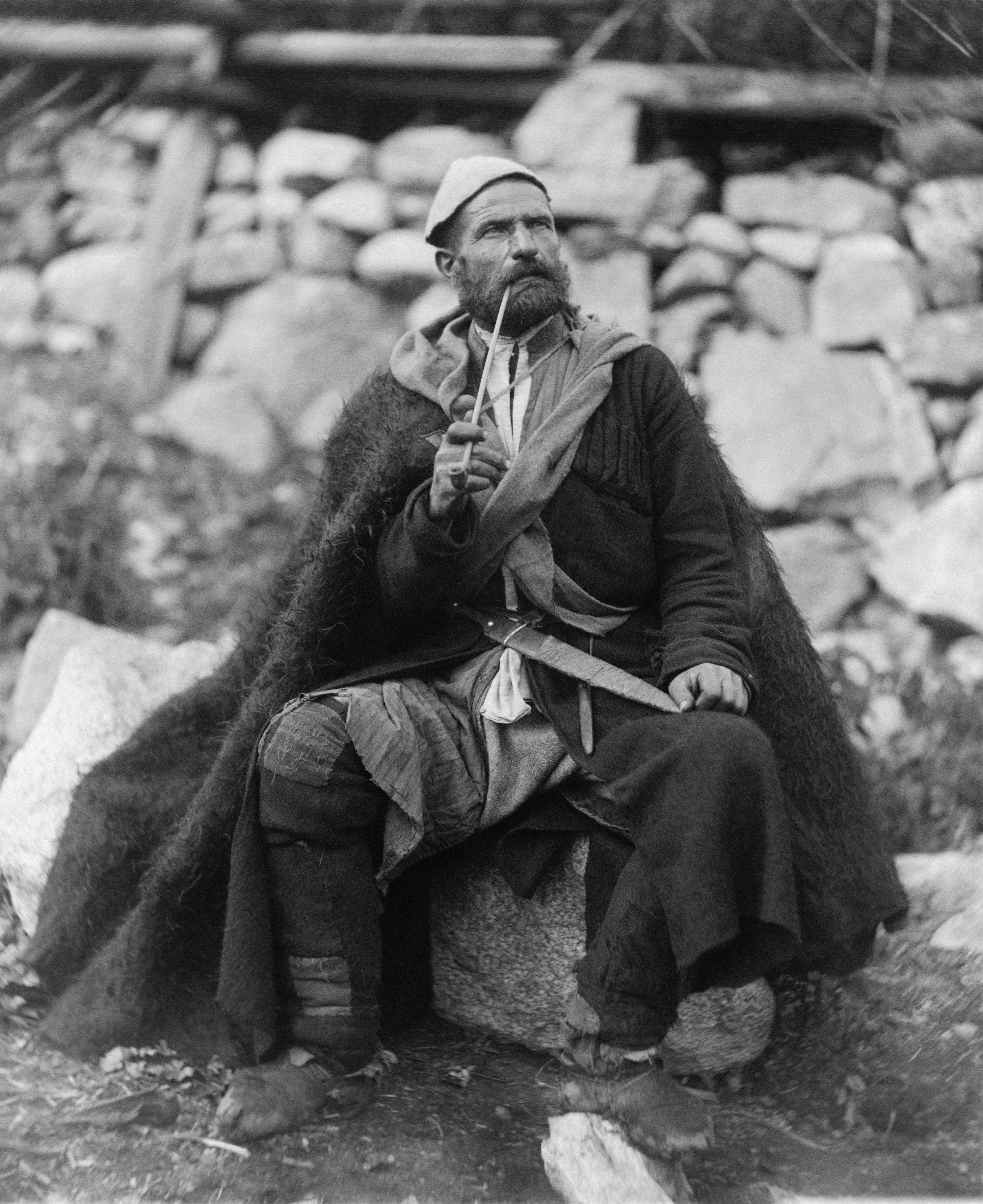
Campesino esvano con daga y pipa. Mestia (1888–1900)

Los esvanos normalmente son identificados como los Soanes mencionados en la antigua Grecia por el geógrafo Estrabón, ubicándolos aproximadamente en el área que ocupan en la actualidad los esvanos.
Hasta la década de 1930, se incluyó en los censos a los mingrelianos y los esvanos en el mismo grupo, pero clasificados en la amplia categoría de georgianos. Los esvanos pertenecen a la Iglesia ortodoxa y apostólica georgiana, y fueron cristianizados en el siglo IV–V. Sin embargo, se mantuvieron algunos remanentes del paganismo local. San Jorge (conocido por los esvanos como Jgëræg), el santo patrón de Georgia, es su santo más respetado. 
Favorecidos por las cadenas montañosas de Svanetia que los mantuvieron en el aislamiento geográfico los esvanos estuvieron resguardados de invasores externos, mientras que su peculiar y milenaria costumbre de construir torres familiares defensivas (murkvam, hoy atractivo turístico) garantizaron la independencia de cada familia esvana. Estos dos factores unidos permitieron a los esvanos conservar la mayoría de sus tradiciones culturales y jurídicas ante la imposibilidad de las autoridades de turno de asumir el control, entre estas tradiciones se encontraba la venganza de sangre (sin embargo, la tradición ha remitido en la actualidad, ocupada por el imperio de la ley). Las familias son pequeñas, y el marido es el cabeza de familia. Los esvanos tienen un gran respeto por las mujeres mayores de la familia.

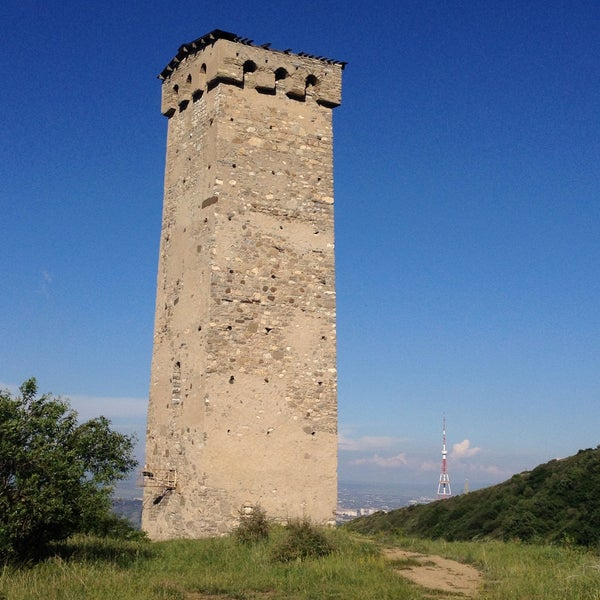
Torre esvana

## Idioma
El esvano proviene de la familia de lenguas kartvelianas y es la más antigua de todas con más de mil años de diferencia sobre el georgiano, se cree que el esvano se separó del proto-georgiano alrededor del II milenio a. C. También es la lengua más antigua del Cáucaso.

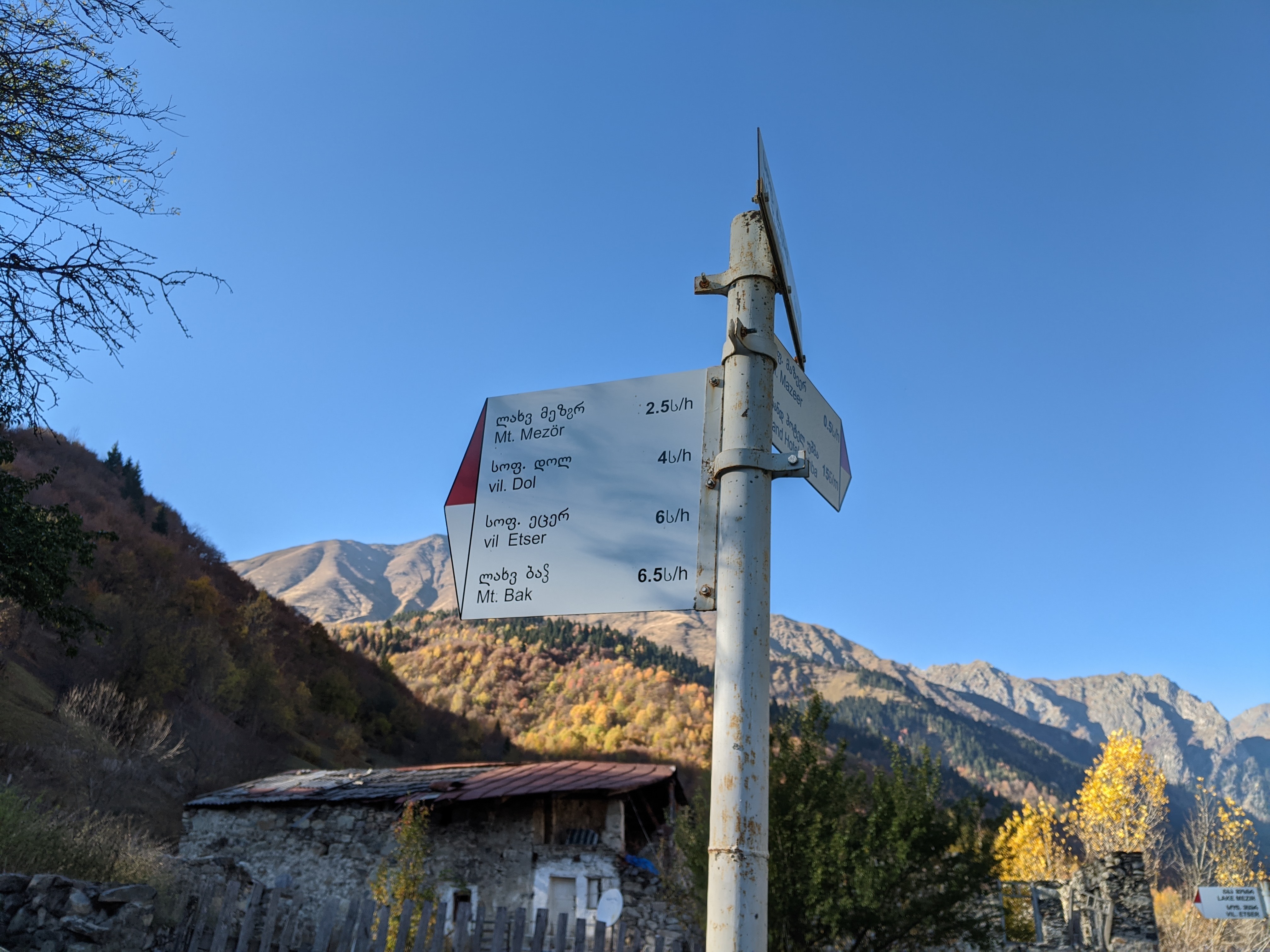
Un letrero en Svanetia, escrito en esvano con la utilización del alfabeto georgiano

Típicamente bilingües, usan tanto el georgiano como el idioma propio, el esvano que no se escribe, y que junto al georgiano, el mingreliano y el laz, constituyen el grupo idiomático del Cáucaso meridional o familia lingüística kartveliana. El idioma esvano ha sido bastante desplazado por el propio georgiano, sobre todo durante la cristianización de la región a mediados del siglo XII, los nobles esvanos empezaron a hablar el georgiano como lengua vehicular, ya que era la lengua utilizada por la mayoría de la nobleza georgiana. Con el pasar del tiempo también se volvió la lengua vehicular de los esvanos. Aunque aún hay muchas personas que utilizan el esvano como primer idioma, el esvano esta en grave peligro de desaparecer por su rápido decrecimiento de hablantes sobre todo en Svanetia.

## Cultura

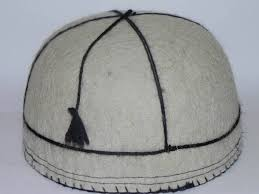
Gorro tradicional esvano

La cultura de los esvanos hace una parte inseparable de la cultura georgiana y sobrevive con más fuerza en sus canciones y danzas. Esvanetia tiene la más compleja forma de canciones polifónicas georgianas, de la tradicional música vocal georgiana. Los esvanos son hábiles artistas y, como Esvanetia estaba ampliamente considerada la región más inaccesible de Georgia, muchos elementos del tesoro medieval estatal de Georgia –como raros manuscritos de la Biblia– se conservan aún en la región.

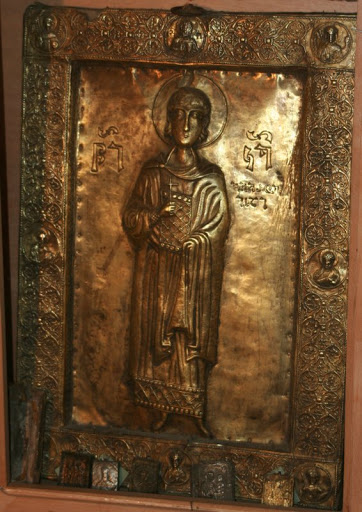
Icono de Jesús bañado en oro

## Esvanos famosos
- Mikheil Khergiani - alpinista
- Yaroslav Ioseliani - marino, capitán de submarino 1942-1944
- Otar Iosseliani - director de cine
- Mikheil Gelovani - actor georgiano
- David Kipiani - futbolista georgiano
- Tariel Oniani - mafioso georgiano
- Soso Liparteliani - yudoca profesional
- Varlam Liparteliani - yudoca profesional
- Tengiz Kitovani - político y general georgiano
- Dzhaba Ioseliani - político y líder paramilitar georgiano